# O Grilo
O Grilo é uma banda brasileira de rock, formada em 2016 na cidade de São Paulo. É composta pelo vocalista Pedro Martins, o guitarrista Felipe Martins, o baixista Gabriel Cavallari e o baterista Lucas Teixeira.

## História

### 2016–2017: Formação e EPHerói do Futuro
Próximo ao final do ano de 2016, a banda foi criada por três amigos de escola, Lucas Teixeira, Gabriel Cavallari e Gabriel Xavier, o colega de faculdade Pedro Martins e o professor de música André Maya. A origem do nome tem suas divergências nas histórias, mas a mais utilizada até então é que o nome tenha sido indicado por um amigo que contou que se tivesse uma banda a batizaria de "O Grilo", o nome foi tido como temporário por conta de um show que se aproximava, mas depois de algumas pesquisas sobre o inseto e seu significado, se estabeleceu.
Entre os meses de junho e julho de 2017, a empresa Red Bull executou uma competição entre bandas universitárias chamada "Red Bull Breaktime Sessions", onde o Grilo ficou em quinto lugar, mesmo tendo concorrido com mais de 100 artistas.
No início do segundo semestre daquele ano, a banda se reuniu no lendário estúdio paulista Family Mob para produzir o seu primeiro EP, intitulado Herói do Futuro, com a produção de Jean Dolabella e a engenharia de som e mixagem de Hugo Silva. Lançado em dezembro de 2017, conta com cinco faixas, sendo a principal delas, o sucesso "Serenata Existencialista", que já possui mais de 5 milhões de execuções nas plataformas digitais.

### 2018–2019: Contrato com a Rockambole, nova formação eLollapaloozaBrasil
Em 2018, a banda entrou em estúdio novamente para gravar o single "Competição de Ego", que só seria lançado posteriormente no próximo ano. Ainda que gravada depois do primeiro single, a canção "Lalaiá", produzida por Hugo Silva, foi lançada no Carnaval de 2019. Ainda em 2018, o Grilo assina com a gravadora independente Rockambole, com Ygor Aléxis tomando a frente a gestão de carreira da banda.
No início do ano seguinte, a banda passa por reformulações com a saída de dois integrantes, o guitarrista Gabriel Xavier e o baixista André Maya. Nesse momento, Cavallari, que tocava guitarra, assume o baixo e a banda ganha um novo integrante, Felipe Martins. Sobre o novo integrante, o baterista Lucas Teixeira comentou à Rolling Stone Brasil:
| “ | Ele era de um lugar super diferente do nosso, com referências criativas muito diferentes. Queríamos essas influências e todo o mundo dele dentro do Grilo. | ” |

Logo após as reformulações, a banda recebe a notícia que havia vencido o concurso "Temos Vagas" da Rádio Rock paulista e abriria o Lollapalooza Brasil daquele ano, onde tiveram apenas uma semana para ensaiar. O show ocorreu no Palco Onix e contou com a participação de Carol Navarro e Toledo Ramos da Supercombo. Depois do Lollapalooza, a agenda da banda começou a lotar, abrindo shows da Supercombo e participando de festivais como o Feira Noise. Por conta das mudanças de integrantes e a falta de experiência, Felipe Martins admite que muitos dos shows daquela época não foram bons, apesar que foram essenciais para o amadurecimento da banda.

### 2020–2022: Álbum de estreia, desenvolvimento e parcerias
Em 2020, o mundo é acometido pela Pandemia de COVID-19 e a circulação de shows é interrompida. Em maio, o Grilo lançou a canção "Terreiro". A banda então decide se isolar e iniciar as gravações de seu primeiro álbum de estúdio, intitulado Você Não Sabe de Nada. Esse foi o momento, de fato, dos integrantes explorarem novas vertentes e conhecerem-se melhor. O vocalista Pedro Martins gostou do processo de composição na quarentena, pois ele poderia ter uma ideia e gravar na própria casa, invés de apresentá-la no ensaios semanais.
| “                | Sentíamos a necessidade de ter um material mais conciso da banda. Boa parte das músicas foram compostas durante a quarentena, o que serviu como ponto de refúgio psicológico. | ” |
| — Lucas Teixeira | |   |

A banda alugou um sítio, na cidade de Limeira, onde poderiam gravar com "paz e segurança". O contato com a natureza foi proveitoso para as gravações, de acordo com os integrantes. Hugo Silva, que já tinha trabalhos anteriores com a banda, produziu e mixou o disco. A masterização ficou por conta do peruano Carlos Bechet.
Para a divulgação do álbum, a banda lançou três singles em 2020. As canções anunciavam a chegada do novo momento da banda, junto do personagem Lauro, o eu lírico do álbum. Lauro foi criado em conjunto com o cartunista Pietro Soldi, que desenvolveu tirinhas para a identidade visual do álbum. Em 27 de março de 2021, é lançado o álbum, incluindo um livro, editado e lançado pela Rockambole, que contém a história das canções e de sua gravação, as tirinhas desenvolvidas por Soldi e até as cifras das faixas do álbum.
Ainda em 2021, a banda relançou a faixa "Serenata Existencialista", presente no EP Herói do Futuro, em uma versão "Light". Em 2022, a banda focou em lançar algumas canções de trabalho, explorando a nova imagem advinda de seu álbum de estreia. Em fevereiro, foi lançada a canção "Pra Você Gostar de Mim". Em junho, o Grilo disponibilizou o single "Tira a Roupa" em parceria com a banda Daparte. Naquele mesmo mês, a banda tocou na casa de shows carioca Circo Voador com a Daparte.
Em agosto de 2022, a banda firmou uma parceria com a empresa Caju Benefícios, que além de render o jingle "Bom para Caju", também proporcionou o lançamento do EP Cajueiro, com as faixas "Cajueiro" e "Pelo Gosto Que as Notas Deixam na Boca". As canções foram produzidas pelo guitarrista Felipe Martins. Em setembro daquele ano, a banda estreou no festival Rock in Rio, se apresentando no Palco Supernova.
| “                                                          | Um EP, os singles, são justamente projetos pra gente extrapolar essa criatividade e testar coisas novas, pra gente ganhar maturidade e fazer um segundo álbum. | ” |
| — Gabriel Cavallari, em entrevista à Rolling Stone Brasil. | |   |

### 2023–2024: Transição eTUDO ACONTECE AGORA pt.1
No início de 2023, o Grilo se reuniu com a banda PLUMA em um show na Casa Rockambole, onde foram apresentadas as canções "Atrasado, Passado" e "Pra Você Gostar de Mim". Em março daquele ano, a banda se apresentou pela segunda vez no Lollapalooza Brasil. Em novembro, o Grilo realizou uma parceria com os artistas MC Bin Laden e Mu540 no lançamento da canção "MALVADONA".
Em 17 de abril de 2024, a banda lançou a primeira parte de seu segundo grande projeto, Tudo Acontece Agora Pt.1. O álbum foi apoiado pelo single "Seja Quem Você Quiser". As dez faixas inéditas são ambientadas em um cenário de uma agência de viagens fictícia, assim como a turnê de divulgação, que explora esse novo universo em um evento potente que conta, não só com músicas novas, como antigas.
Em 14 de novembro de 2024, foi lançada a continuação de seu segundo grande projeto, Tudo Acontece Agora Pt.2. O álbum foi precedido pelos singles "Pior do Que Parece" e "Alguma Coisa Acontece".

## Discografia
| Ano  | Detalhes                                                                         |
| ---- | -------------------------------------------------------------------------------- |
| 2021 | Você Não Sabe de Nada - Lançamento: 27 de março de 2021 - Selo: Rockambole       |
| 2024 | Tudo Acontece Agora Pt.1 - Lançamento: 17 de abril de 2024 - Selo: Rockambole    |
| 2024 | Tudo Acontece Agora Pt.2 - Lançamento: 14 de novembro de 2024 - Selo: Rockambole |

| Ano  | Detalhes                                                                                    |
| ---- | ------------------------------------------------------------------------------------------- |
| 2017 | Herói do Futuro - Lançamento: 5 de dezembro de 2017 - Selo: – (2017) / Rockambole (2018)    |
| 2019 | O Grilo no Estúdio Showlivre (Ao Vivo) - Lançamento: 16 de agosto de 2019 - Selo: Showlivre |
| 2022 | Cajueiro - Lançamento: 19 de agosto de 2022 - Selo: Rockambole                              |

| Ano  | Detalhes                                                                                          |
| ---- | ------------------------------------------------------------------------------------------------- |
| 2019 | "Lalaiá" - Lançamento: 1º de março de 2019 - Selo: Rockambole                                     |
| 2019 | "Competição de Ego" - Lançamento: 20 de setembro de 2019 - Selo: Rockambole                       |
| 2020 | "Terreiro" (com Abacaxepa) - Lançamento: 18 de maio de 2020 - Selo: Rockambole                    |
| 2020 | "Trela" - Lançamento: 16 de outubro de 2020 - Selo: Rockambole                                    |
| 2020 | "Meu Amor" - Lançamento: 13 de novembro de 2020 - Selo: Rockambole                                |
| 2020 | "Contramão" - Lançamento: 4 de dezembro de 2020 - Selo: Rockambole                                |
| 2021 | "Serenata Existencialista" (Versão Light) - Lançamento: 5 de fevereiro de 2021 - Selo: Rockambole |
| 2022 | "Pra Você Gostar de Mim" - Lançamento: 17 de fevereiro de 2022 - Selo: Rockambole                 |
| 2022 | "Tira a Roupa" (com Daparte) - Lançamento: 10 de junho de 2022 - Selo: Rockambole                 |
| 2023 | "Guitarrada" (Speed Up) - Lançamento: 5 de outubro de 2023 - Selo: Rockambole                     |
| 2023 | "MALVADONA" (com Mc Bin Laden e Mu540) - Lançamento: 29 de novembro de 2023                       |
| 2024 | "Seja Quem Você Quiser" - Lançamento: 4 de abril de 2024 - Selo: Rockambole                       |
| 2024 | "Pior do Que Parece" - Lançamento: 22 de agosto de 2024 - Selo: Rockambole                        |
| 2024 | "Alguma Coisa Acontece" - Lançamento: 10 de outubro de 2024 - Selo: Rockambole                    |

## Membros
Formação atual
- Pedro Martins – vocais principais
- Felipe Martins – guitarra elétrica
- Gabriel Cavallari – baixo elétrico, vocais de apoio
- Lucas Teixeira – bateria

Ex-integrantes
- Gabriel Xavier – guitarra (2016–2019)
- André Maya – baixo (2016–2019)